# Bruno Coquatrix
Bruno Coquatrix (ur. 5 sierpnia 1910, zm. 1 kwietnia 1979) – francuski impresario, reżyser widowisk rewiowych, wieloletni właściciel paryskiego music-hallu Olympia. W jego widowiskach brali udział m.in. Dalida, Edith Piaf, Jacques Brel, Violetta Villas, Ewa Demarczyk, Mireille Mathieu. Jako impresario wypromował takich artystów jak m.in. Jacques Pills czy Lucienne Boyer.
Od 1971 do 1979 był burmistrzem francuskiego miasta Cabourg
W 2007 jego postać została wspomniana w filmie Niczego nie żałuję – Edith Piaf. W rolę Coquatrixa wcielił się Jean-Paul Muel.
30 listopada 2010 w 9. dzielnicy Paryża otwarto ulicę jego imienia.

## Odznaczenia
- Kawaler Orderu Legii Honorowej (Francja)[3]
- Kawaler Orderu Palm Akademickich (Francja)[3]
- Kawaler Orderu Zasługi Społecznej (Francja)[3]
- Kawaler Orderu Zasługi Kulturalnej (Monako)[3]